# Gyergyószentmiklós magyar irodalmi élete
Gyergyószentmiklós magyar irodalmi élete – Bár Gyergyószentmiklós csupán 1907-ben nyert városjogot, középkori jelentőségét egy 1499-ből való adománylevél tanúsítja. Az első nagyobb magyar nyelvű alkotás Ferentzi György naplója 1629-ből, mely nemcsak a vidék gazdasági, társadalmi, politikai és művelődési életét tükrözi, hanem egyben irodalmi értékű nyelvezetében és stílusában is. A község szellemi arculatának kialakulásához sajátos polgári vonásokkal járult hozzá az 1654-től kezdődően betelepülő örmények művelődési hagyománya.

## Korai irodalmi élet
Szervezett irodalmi életről 1898-tól vannak értesüléseink. Ekkor Gyergyószentmiklóson két társulat alakult az irodalom terjesztésére és népszerűsítésére. Az ettől az évtől kezdve működő ún. Úri Kör tagságát a helyi polgárság s a módosabb értelmiségi réteg alkotta, első vezetője Görög Joákim örmény katolikus lelkész-tanár; az ún. Iparos Kör ugyan már 1872-ben dalárdát alakított, irodalomnépszerűsítő tevékenységét azonban 1904-től kezdte. Ezek a körök a két világháború között érték el fénykorukat, amikor is helyi viszonylatban jelentős szerepet vállaltak a kultúra magyar nyelvű ápolásában.
Gyergyószentmiklós irodalmi életében kiemelkedő fontossága volt a helyi sajtónak. 1898-tól itt jelent meg a Gyergyói Hírlap Kalmár Ignác szerkesztésében, 1901-től az Imets János, Jósa Sándor, Kálmán István, Cseh Dezső, majd Sándory Mihály szerkesztette Gyergyó c. hetilap, 1905-től pedig a Csíkvármegye c. hetilap Vákár P. Artúr szerkesztésében.

## 1919 után
1919 után a sajtó és a műkedvelés biztosította az irodalmi élet folytonosságát. Megjelent a Székely Szó (1920–31), melyet Színi Lajos, T. Imets Béla, Gaál Lajos jegyzett, majd T. Imets Bélával az élen vasárnap reggelenként jelentkezett a Gyergyói Újság (1926–32) is mint az Országos Magyar Párt (OMP) politikai hírlapja. Megszűnésük után Csiby Andor hozta létre a Gyergyói Lapok c. hetilapot (1934–36).
A két világháború között a helybeli szellemi élet ösztönzésére Gyergyószentmiklóson szervezték meg 1939-ben az Erdélyi Múzeum-Egyesület (EME) XVI. vándorgyűlését, melynek előadásai 1940-ben Kolozsvárt emlékkönyvben is megjelentek.
A II. világháború évei alatt a város értelmisége tett erőfeszítést az időnként elakadt helyi sajtó feltámasztására; ekkor jutott előtérbe Lovas Béla lapja, a Gyergyó és Vidéke. Már az 1944-es fordulat demokratikus szellemét képviselte az év végén és 1945 elején a Székely Vasárnap Csíki István szerkesztésében.

## 1945-1989-ig
1945-től kezdve a város szellemi életének irányítása közvetlenül a városi Művelődési Ház vezetése alá került, amelynek keretében sokoldalúvá vált a kulturális tevékenység. A szépirodalmi élet egy ideig önképzőköri tevékenységre korlátozódott, de itt képződött alap a későbbi irodalmi kör számára. 1968 őszétől folyamatos és szervezett köri munka kezdődött Váli József, majd 1969-től Nyisztor Miklós, 1972–73-ban Csata Ambrus vezetésével. 
Átmeneti hanyatlás után az irodalmi kört 1976-ban Bajna György szervezte újjá; ez alkalommal vette fel a város jeles költő-szülöttje után a Salamon Ernő Irodalmi Kör nevet. Az új szervezeti forma színvonalbeli emelkedést is jelez, a kör tevékenységét felélénkítette Györffi Kálmán és Szávai Géza jelenléte. Új alkotók kapcsolódnak be a közösségbe: köztük Burján G. Emil, Gál Éva Emese és Kercsó Attila.
1980-ban megjelent a II. világháború utáni Gyergyószentmiklós első irodalmi jellegű kiadványa is Líceum címmel. A kör élén  Kercsó Attila állt; rendszeressé vált az újonnan megjelenő könyvek szerzőinek előadói meghívása, beillesztve a kör működését az országos szellemi vérkeringésbe. A város művelődésében jelentős szerepet vállalt az 1952 óta működő Gyergyói Múzeum, melynek első két vezetője, Csiby Andor és Bálint Ákos anyaggyűjtéssel, majd Tarisznyás Márton múzeumigazgató majd negyedszázados munkája során (1956–80) tudományos feldolgozásokkal és közlésekkel is hozzájárult a lakosság társadalmi és történelmi önismeretéhez. Ma már az ő nevét viseli a gyergyószentmiklósi múzeum. A helytörténeti kutatást diákjai közreműködésével Garda Dezső tanár folytatta.